# Bahnhof Bexbach
Der Bahnhof Bexbach von 1849 mit Erweiterungen von 1872 und 1896 besitzt das älteste erhaltene Bahnhofsgebäude im heutigen Saarland. Als er gebaut wurde, lag Bexbach im Rheinkreis des Königreichs Bayern. Er wurde zusammen mit dem Homburger Hauptbahnhof und der Eröffnung der Pfälzischen Ludwigsbahn in Betrieb genommen. Während der im Zweiten Weltkrieg zerstörte Homburger Bahnhof Anfang der 1950er Jahre ein neues Empfangsgebäude erhielt, blieb der Bahnhof Bexbach erhalten. Bei seiner Errichtung war er zusätzlich Grenzbahnhof zwischen Bayern und Preußen und Endstation der historischen Ludwigsbahn durch die Pfalz. Heute ist er Durchgangsbahnhof auf der Bahnstrecke Homburg–Neunkirchen. Das Gebäude und dessen Umfeld stehen seit 1996 unter Denkmalschutz.

## Geschichte

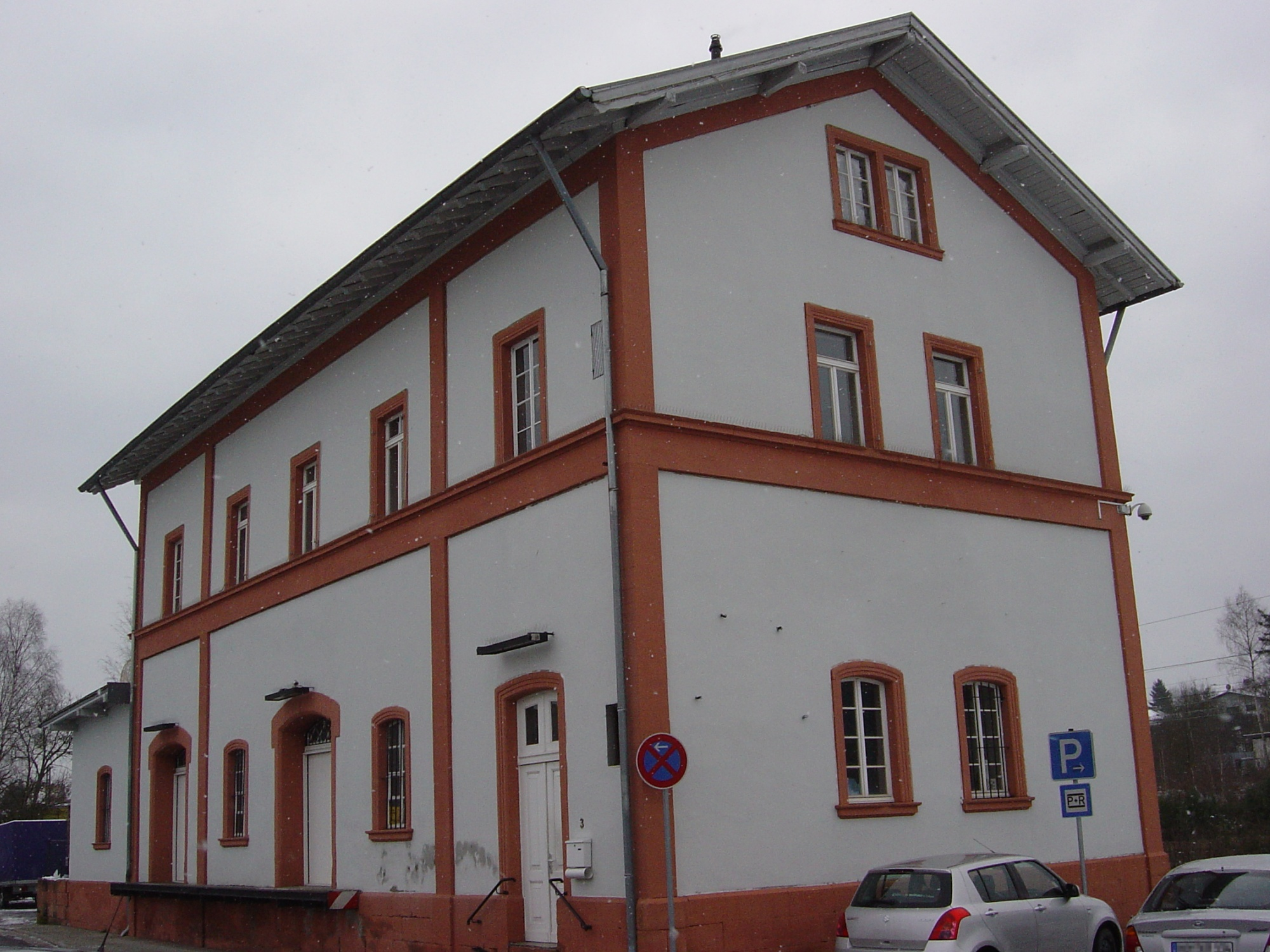
Güterhalle des Bahnhofes

Ab 1845 begann der Landkauf für die Bahnlinie und den Bexbacher Bahnhof; im Sommer 1848 war die Strecke bis Bexbach eingleisig fertiggestellt, ein Jahr später dann bis zur Grenze bei Wellesweiler. Noch ein gutes Jahr später auch die Strecke zur Grube Heinitz auf preußischem Gebiet. Der gewichtigste Grund für den Bau der gesamten Strecke war der Abtransport der Steinkohle aus den auf bayerischem Territorium liegenden Gruben in Bexbach, St. Ingbert und (später) auch Frankenholz.
Der Transport von den Gruben zum Bahnhof Bexbach erfolgte über viele Jahre mit Pferdefuhrwerken, von Frankenholz aus später mit einer Seilbahn. Mit der Schließung der Gruben Bexbach und Frankenholz 1959 ging das Güteraufkommen am Bahnhof Bexbach drastisch zurück. Die Güterhalle wurde 1872/73 errichtet.
Darüber hinaus war der Bahnhof Bexbach von hoher strategischer Bedeutung, war es doch das Aufmarschgebiet des Deutsch-Französischen Krieges 1870/71. Am Nordende des Bahnhofes wurde 1870 eine 500 Meter lange Verladerampe errichtet, die im Ersten Weltkrieg zum Teil über 50 Truppenzüge täglich entladen konnte. Eine gleich lange Verladerampe befand sich in Limbach bei Homburg (Saar) an der Bahnstrecke Rohrbach–Homburg (Saar) und in Blieskastel-Lautzkirchen an der Bahnstrecke Landau–Rohrbach.
1939 wurde im Zuge des Zweiten Weltkriegs begonnen, eine strategische Bahnstrecke vom Bahnhof Waldmohr-Jägersburg an der Glantalbahn bis nach Bexbach unter Umgehung von Homburg zu errichten. Im Mai 1940 wurden die Arbeiten jedoch abgebrochen.
1966 wurde die Strecke elektrifiziert.

## Empfangsgebäude
Ursprünglich wurde das zweigeschossige, traufständige Empfangsgebäude durch einen einfachen Rechteckbau im Rundbogenstil ähnlich denen von Kaiserslautern (1848) und Frankenthal (1853) erbaut. Originalpläne des Grundrisses sind nicht mehr vorhanden, aber jüngere Pläne lassen darauf schließen, dass von Anfang an vom Bahnhofsvorplatz her ein zentraler Durchgang zum Hausbahnsteig existiert haben muss. Auf der rechten (östlichen) Seite befanden sich der Fahrkartenschalter und weitere Diensträume. Linker Hand führte ein schmaler Gang zur Gepäckabfertigung und den verschiedenen Wartesälen. Der größere der beiden für die 1. und 2. Klasse war mit Restauration, weiter den Gang durch zum Ende hin die Warteräume für die 3. und 4. Klasse, auch hier der größere mit Bewirtung. Der letztgenannte Raum war bereits ein eigener, angebauter Baukörper und durch zwei Türen auch von der Straßenseite und vom Bahnsteig her erreichbar. Später in der Baugeschichte wurden sämtliche Warteräume zugunsten einer großen Halle entfernt. Um die Jahrhundertwende dürfte die gusseiserne Überdachung des Hausbahnsteiges entstanden sein, die aber spätestens in den frühen 1980er Jahren bei einem der vielen Umbauten der Bahn entfernt worden ist.
Weitere Renovierungen erfolgten in den frühen 1960er Jahren und 1977, bei denen jedoch der Charakter des Gebäudes weitgehend zerstört worden ist, ähnlich wie bei anderen saarländischen Bahnhofsgebäuden wie in Luisenthal, Bous, Rohrbach, Lebach und vielen anderen. Heute ist das Bahnhofsgebäude für den Publikumsverkehr nicht mehr zugänglich.
Seit Februar 2018 wird das Bahnhofsgebäude saniert und zu einem Kulturbahnhof umgebaut.

## Aktueller Bahnbetrieb
Es gibt am Bahnhof nur den Minimalstandard an Serviceeinrichtungen. 2011 existierten neben den beiden Durchfahrtsgleisen noch drei Rangiergleise und ein Abstellgleis mit insgesamt 13 Weichen. Im zweiten Halbjahr 2011 wurden die Bahnsteige mit einem Dynamischen Schriftanzeiger (DSA) ausgestattet. Um 2018 wurde der Mittelbahnsteig umgebaut und der Hausbahnsteig entfernt, außerdem wurde das Gleisbild vereinfacht, so dass 2021 neben den beiden Bahnsteiggleisen nur ein Überholgleis und der westlich gelegene Anschluss des Kraftwerkes Bexbach angeschlossen ist. Im Januar 2021 erhielt der Bahnsteig auch einen Fahrstuhl zur Unterführung.
Im Bahnhof halten im Jahr 2021 zweimal stündlich die Züge der RB 74 Homburg (Saar) – Neunkirchen (Saar), einmal die Stunde verlängert bis Illingen (Saar). Außerdem hält insgesamt sieben Mal am Tag die Linie RB 76 von und nach Homburg (Saar) in Bexbach.

## Trivia
Im Jahr 1995 wurden im Bahnhofsgebäude Teile der Familie-Heinz-Becker-Folge Hilde fährt in Kur gedreht. Die Folge wurde am 23. Januar 1996 zum ersten Mal ausgestrahlt.